# Alexander Grimm
Alexander Grimm (* 6. září 1986 Augsburg) je německý vodní slalomář, kajakář závodící v kategorii K1.
První medaili z evropského šampionátu získal v roce 2005, celkově je držitelem dvou zlatých, pěti stříbrných a jedné bronzové medaile. V letech 2007, 2010 a 2011 vyhrál mistrovství světa, všechny cenné kovy ze světových šampionátů jsou ze závodů hlídek. Na Letních olympijských hrách 2008 v Pekingu získal v závodě K1 zlatou medaili.